# Санчес, Эдди
Эдуа́рдо Арту́ро Са́нчес (исп. Eduardo Arturo Sanchez; 4 ноября 1982, Ла-Холья) — американский боец смешанного стиля, выступает на профессиональном уровне начиная с 2005 года. Представитель тяжёлой весовой категории, известен по боям на турнирах таких крупных организаций как UFC, Bellator, Titan FC, King of the Cage и пр.

## Биография
Эдди Санчес родился 4 ноября 1982 года в городе Ла-Холья, штат Калифорния, имеет мексиканские и доминиканские корни. Во время учёбы в старшей школе и позже в колледже играл в бейсбол на позиции питчера, однако в возрасте двадцати лет его карьера бейсболиста прекратилась, после того как он поехал на машине вместе с пьяным другом, попал в тяжёлую аварию и получил серьёзнейшие травмы — от удара он вылетел через лобовое стекло, при этом его ноги были настолько сильно повреждены, что врачи рассматривали вариант с ампутацией.
В 2005 году, восстановившись от травм, Санчес дебютировал в профессиональных боях по смешанным правилам. В первых пяти поединках одержал уверенные победы, в том числе взял верх над опытным Энтони Руисом, в результате чего в 2006 году получил приглашение принять участие в турнирах престижной американской организации Ultimate Fighting Championship. В первом бою нокаутировал бразильца Марио Нето, но во втором потерпел первое в карьере поражение — техническим нокаутом проиграл хорвату Мирко Филиповичу.
Впоследствии провёл в UFC ещё четыре боя. Сначала дважды победил, досрочно выиграл у ирландца Колина Робинсона и австралийца Соа Палелеи, причём последний нокаут был признан лучшим нокаутом вечера. Затем два раза подряд проиграл, нокаутом голландцу Антони Хардонку и единогласным решением судей американцу Джастину Маккалли. На этом его взаимоотношения с организацией прекратились.
В 2009 году Санчес подписал контракт с другим американским промоушеном Bellator, дебютировал здесь с победы нокаутом над соотечественником Джеем Уайтом. Одновременно с этим участвовал в боях сторонних организаций, успешно съездил на турниры в Пуэрто-Рико и Мексику. В 2010 году одержал вторую победу в Bellator, после чего был включён в третий сезон гран-при тяжеловесов, где, тем не менее, в первом же четвертьфинальном матче техническим нокаутом потерпел поражение от англичанина Нила Гроува.
Дальше Эдди Санчес выступал в основном в региональных малоизвестных промоушенах, дрался в Канаде, Польше, России, Хорватии. В 2011 году раздельным решением судей победил американца Бретта Роджерса, но потом в следующем году досрочно проиграл поляку Дамиану Грабовскому и россиянину Виталию Минакову, болевым приёмом «кимура» и нокаутирующим ударом в голову соответственно. 
Последний официальный бой провёл в апреле 2014 года, в первом же раунде был нокаутирован малоизвестным хорватским бойцом.

## Статистика ММА
| Результат | Рекорд | Соперник          | Способ                                     | Турнир                            | Дата             | Раунд | Время | Место                      | Примечание |
| --------- | ------ | ----------------- | ------------------------------------------ | --------------------------------- | ---------------- | ----- | ----- | -------------------------- | ---------- |
| Поражение | 13-8   | Стьепан Бекавак   | Нокаут ударом рукой                        | FFC11: Jurkovic vs. Kaluderovic   | 4 апреля 2014    | 1     | 1:07  | Осиек, Хорватия            |            |
| Поражение | 13-7   | Виталий Минаков   | Нокаут ударом рукой                        | Fight Nights: Битва под Москвой 7 | 7 июня 2012      | 1     | 1:59  | Москва, Россия             |            |
| Поражение | 13-6   | Дамиан Грабовский | Болевой приём «кимура»                     | MMA Attack 2                      | 27 апреля 2012   | 2     | 2:02  | Катовице, Польша           |            |
| Победа    | 13-5   | Бретт Роджерс     | Раздельное решение судей                   | Titan Fighting Championships 20   | 23 сентября 2011 | 3     | 5:00  | Канзас-Сити, США           |            |
| Поражение | 12-5   | Майк Уайтхед      | Раздельное решение судей                   | Pure Fighting Championships 6     | 10 декабря 2010  | 3     | 5:00  | Ред-Дир, Канада            |            |
| Поражение | 12-4   | Нил Гроув         | Технический нокаут ударами руками          | Bellator 24 (четвертьфинал)       | 12 августа 2010  | 1     | 1:32  | Холливуд, США              |            |
| Победа    | 12-3   | Маркус Сурса      | Технический нокаут ударами руками          | Bellator 20                       | 27 мая 2010      | 3     | 0:23  | Сан-Антонио, США           |            |
| Победа    | 11-3   | Марк Хоннегер     | Единогласное решение судей                 | Maximo Fighting Championship      | 17 октября 2009  | 3     | 5:00  | Сан-Хуан, Пуэрто-Рико      |            |
| Победа    | 10-3   | Винс Лусеро       | Удушающий приём «гильотина»                | Total Combat 33                   | 11 июля 2009     | 1     | 0:27  | Мехико, Мексика            |            |
| Победа    | 9-3    | Джей Уайт         | Нокаут ударами руками                      | Bellator 7                        | 15 мая 2009      | 1     | 0:10  | Чикаго, США                |            |
| Поражение | 8-3    | Джастин Маккалли  | Единогласное решение судей                 | UFC: Fight for the Troops         | 10 декабря 2008  | 3     | 5:00  | Фейетвилл, США             |            |
| Поражение | 8-2    | Антони Хардонк    | Нокаут ударами руками                      | UFC 85                            | 7 июня 2008      | 2     | 4:15  | Лондон, Англия             |            |
| Победа    | 8-1    | Соа Палелеи       | Технический нокаут ударами руками          | UFC 79                            | 29 декабря 2007  | 3     | 3:24  | Лас-Вегас, США             |            |
| Победа    | 7-1    | Колин Робинсон    | Технический нокаут ударами руками          | UFC 72                            | 16 июня 2007     | 2     | 0:32  | Белфаст, Северная Ирландия |            |
| Поражение | 6-1    | Мирко Филипович   | Технический нокаут ударами руками          | UFC 67                            | 3 февраля 2007   | 1     | 4:33  | Лас-Вегас, США             |            |
| Победа    | 6-0    | Марио Нето        | Нокаут ударами руками                      | UFC 63: Hughes vs. Penn           | 23 сентября 2006 | 2     | 0:17  | Анахайм, США               |            |
| Победа    | 5-0    | Уэйд Шипп         | Технический нокаут ударами руками          | TC 13: Anarchy                    | 11 марта 2006    | 3     | 4:32  | Дель-Мар, США              |            |
| Победа    | 4-0    | Джулиан Раш       | Технический нокаут (остановка углом)       | Total Combat 10                   | 15 октября 2005  | 1     | 5:00  | Сан-Диего, США             |            |
| Победа    | 3-0    | Эдриан Перес      | Сдача ударами руками                       | KOTC 61: Flash Point              | 23 сентября 2005 | 1     | 0:11  | Сан-Джасинто, США          |            |
| Победа    | 2-0    | Энтони Руис       | Техническая сдача удушение «треугольником» | KOTC 54: Mucho Machismo           | 12 июня 2005     | 1     | 2:49  | Сан-Джасинто, США          |            |
| Победа    | 1-0    | Тони Тоуэрс       | Технический нокаут                         | Total Combat 7                    | 29 января 2005   | 1     | 1:55  | Тихуана, Мексика           |            |